# 한국사회복지공제회
한국사회복지공제회(韓國社會福祉共濟會, Korea Social Welfare Credit Union)는 대국민 복지를 국가로부터 위임받아 공익적 업무를 수행하는 사회복지종사자들을 위한 금융상품 및 서비스 제공을 통하여 생활안정 및 복지증진을 실현하기 위해 설립된 법인이다. 서울특별시 서초구 강남대로 545-4, 한국사회복지공제회관에 위치하고 있다.

## 설립 근거
- 사회복지사 등의 처우 및 지위 향상을 위한 법률 제4조[1]

## 연혁
- 2009년 11월 사복지사 공제회 설립을 위한 정책 건의서 보건복지부 제출 / 사회복지사 처우개선을 위한 사회복지사 공제제도 도입방안 연구
- 2009년 12월 법안통과를 위한 1차 지지서명 운동(1만3천여명)
- 2010년 1월 사회복지사공제회 추진위원회 출범 및 활동
- 2010년 7월 법안통과를 위한 2차 지지서명 운동(2만여명)
- 2010년 9월 공제회 법안 2010년 정기국회 의결 촉구를 위한 직능단체 공동합의
- 2010년 11월 복지위원회 전체회의 공제회 설립예산 10억 확정 / 보건복지위원회 법안심사소위원회 대안 가결
- 2010년 12월건복지위원회 전체회의 대안 가결 / 보건복지위원회 전체회의 대안 가결 / 예산결산특별위원회 전체회의 : 공제회 설립예산 10억 반영
- 2011년 3월 법제사법위원회 전체회의 상정 ⋅ 법안심사제2소위원회 회부 / 법제사법위원회 법안심사제2소위원회 원안 가결 / 법제사법위원회 전체회의 원안 가결 / 제298회 국회(임시회) 본회의 통과 / 「사회복지사 등의 처우 및 지위 향상을 위한 법률」 제10511호 공포
- 2011년 12월 「사회복지사 등의 처우와 지위향상을 위한 법률 시행령」 대통령령 제 23460호 제정
- 2012년 1월 「사회복지사 등의 처우 및 지위 향상을 위한 법률」 시행
- 2012년 3월 한국사회복지공제회 출범
- 2013년 2월 요양기관 전문직업배상책임공제보험 출시
- 2013년 4월 사회복지시설종합공제보험 출시 / 기획홍보위원회 위촉
- 2013년 7월 정부지원 상해공제보험 출시
- 2013년 8월 자금운용위원회 위촉
- 2013년 12월특재원회 2기 위촉 / 회원복지포털 서비스 오픈
- 2014년 1월 사회복지종사자 상해보험 기초 지자체 단위 지원 시작 (성남시)
- 2014년 2월 여행배상책임공제보험 출시
- 2014년 6월 공제사업 발전위원회 위원 위촉
- 2014년 10월 홍보대사(탤런트 김민희)위촉
- 2015년 1월 공제회 2기 출범 / 경로당 의무보험 일괄가입 지자체 단위 지원 시작 (담양군) / 신원보장공제보험 출시
- 2015년 3월 재정특별위원회 제3기 위원 위촉
- 2015년 4월 사회복지기관, 임직원을 위한 제1회 힐링음악회 ‘The 행복’ 개최(서울)
- 2015년 6월 지정기부금단체 지정
- 2015년 7월 제1차 복지기관 무료 안전점검 사업 진행 (70여개소)
- 2015년 12월 헬스케어 서비스 시작 (전문 의료진을 통한 맞춤형 건강관리 프로그램)
- 2016년 3월 사회복지기관, 임직원을 위한 제2회 힐링음악회 ‘The 행복’개최(광주)
- 2016년 4월 사회복지종사자 상해보험 광역 지자체 단위 지원 시작 (경기도, 강원도)
- 2016년 7월 제2차 복지기관 무료 안전점검 사업 2차 (120개소)
- 2016년 10월 사회복지기관, 임직원을 위한 제3회 힐링음악회 ‘The 행복’개최(대구)
- 2016년 12월 제1회 사회복지실천가대상 시상식 진행
- 2017년 3월 사회복지기관, 임직원을 위한 제4회 힐링음악회 ‘The 행복’개최(대전)
- 2017년 5월 공제회 사무실 이전 (現 여의도 한국금융IT 빌딩 9층)  / '사회복지실천가 응원캠페인 The 행복' (크라우드 펀딩) 시작
- 2017년 7월 제3차 복지기관 무료 안전점검 사업 진행 (80여개소)
- 2017년 10월 사회복지기관, 임직원을 위한 제5회 힐링음악회 'The 행복'개최 (강원) / 국민일보, 공제회 업무협약 체결
- 2017년 11월 제2회 사회복지실천가대상 시상식 진행
- 2018년 2월 사회복지시설 안전관리 시․도 순회교육 공동주관 (보건복지부 주최)
- 2018년 3월 사회복지기관, 임직원을 위한 제6회 힐링음악회 ‘The 행복’개최(경기)
- 2018년 5월 주거래은행(하나은행) 업무협약
- 2018년 6월 3대 강선경 이사장 취임 / 배우 이순재 홍보대사 위촉
- 2018년 10월 공제회 회원을 위한 문화공연(연극) 초청 이벤트 진행
- 2018년 11월 한국여성사회복지사회-공제회 업무협약
- 2018년 12월 제3회 사회복지실천가대상 시상식 진행
- 2019년 2월 제1회 방한천공공복지대상 시상식 진행
- 2019년 4월 경기도사회복지사협회, 공제회 업무협약
- 2019년 5월 회원 복지급여금(출산축하금, 유족자녀장학금) 제도 시행 / 공제회 회원을 위한 문화공연(국악뮤지컬) 초청 이벤트 진행 / 서울특별시사회복지협의회, 공제회 업무협약
- 2019년 6월 2019 사회복지정책대회(사회복지 국가책임제 실현) 조직위원회 상임공동대표
- 2019년 7월 장기저축급여 3년만기 상품 출시 / 회원직영콘도(소노호텔&리조트) 운영 개시
- 2019년 8월 방병원, 한국사회복지행정연구회, 공제회 업무협약 (취약계층 무상의료지원서비스) / 제2회 방한천공공복지대상 시상식 진행
- 2019년 9월  정회원 가입 2만건 돌파 / 2만번째 가입회원 대상 경품전달식 진행
- 2019년 10월 경기도사회복지관협회, 공제회 업무협약
- 2019년 11월 공제회 회원을 위한 문화공연(가족뮤지컬) 초청 이벤트 진행
- 2019년 12월 제4회 사회복지실천가대상 시상식 진행
- 2020년 1월 회원 복지급여금(결혼축하금) 제도 시행                                       ‘노인맞춤돌봄종합공제보험’ 출시
- 2020년 4월 한국사회복지사협회, 공제회 업무협약
- 2020년 6월 지역아동센터 전용 보험 '지역아동센터종합공제'출시
- 2020년 7월 한국사회복지공제회 중‧장기 발전을 위한 현장간담회 진행 / 사회복지시설 안전관리 비대면 교육 (보건복지부 주최) 진행
- 2020년 8월 한국사회복지협의회, 공제회 업무협약
- 2020년 9월 한국사회복지공제회 제3기 대의원 선출 및 임명
- 2020년 10월 제3회 한국공공복지대상 시상식 (방병원 후원)
- 2020년 12월 제5회 사회복지실천가대상 온라인 시상식 진행
- 2021년 5월 목돈수탁급여 상품 출시
- 2021년 12월 한국사회복지공제회 설립 10주년 기념식 진행 / 제6회 사회복지실천가대상 온라인 시상식 진행
- 2022년 11월 한국사회복지공제회관 개관

## 조직

### 의결기관
- 대의원회
- 이사회

- 감사기관
  - 감사실

### 집행기관
- 이사장
- 사무총장
- 사무국